# Krčín (Horní Stropnice)
Krčín (německy Gritschau) je osada, část obce Horní Stropnice v okrese České Budějovice v Jihočeském kraji. Nachází se asi tři kilometry severně od Horní Stropnice. Krčín leží v katastrálním území Svébohy o výměře 10,89 km².

## Historie
První písemná zmínka o vesnici pochází z roku 1359.

## Obyvatelstvo
| Rok            | 1869 | 1880 | 1890 | 1900 | 1910 | 1921 | 1930 | 1950 | 1961 | 1970 | 1980 | 1991 | 2001 | 2011 | 2021 |
| -------------- | ---- | ---- | ---- | ---- | ---- | ---- | ---- | ---- | ---- | ---- | ---- | ---- | ---- | ---- | ---- |
| Počet obyvatel | 124  | 158  | 143  | 146  | 172  | 158  | 134  | 49   | 95   | 30   | 0    | 0    | 0    | 0    | 0    |
| Počet domů     | 15   | 19   | 20   | 21   | 21   | 20   | 18   | 19   | 19   | 10   | 0    | 0    | 0    | 0    | 0    |

## Obecní správa
Při sčítání lidu v letech 1850–1964 Krčín byl osadou obce Svébohy, se kterým patřil nejprve do okresu Kaplice, ale v roce 1950 v okrese Trhové Sviny a od roku 1960 v okrese České Budějovice. Od 14. června 1964 do 30. června 1980 byl částí obce Horní Stropnice v okrese České Budějovice. Od 1. července 1980 do 30. dubna 2003 byla osada úředně zrušena a jako část obce Horní Stropnice byla obnovena 1. května 2003.

## Pamětihodnosti
- Kaple Bolestné Panny Marie - postavena roku 1894, v interiéru baldachýnový oltář s Pietou datovaný do 1. pol. 18. století.[6]